# Kurhaus Publishing
Kurhaus Publishing – polskie wydawnictwo z siedzibą w Warszawie, działające w latach 2010-2018. Specjalizowało się w literaturze faktu, publikując książki z dziedziny ekonomii, biznesu, spraw społecznych i spraw międzynarodowych.
W 2012 roku wydawnictwo zajęło I miejsce w konkursie ECONOMICUS, organizowanym przez Dziennik Gazetę Prawną oraz Narodowy Bank Polski – w kategorii najlepsze tłumaczenie zagranicznej książki ekonomicznej („Wielki problem drobniaków” Thomasa J. Sargenta). W 2013, 2014 oraz 2015 roku wydawnictwo uhonorowane zostało kolejnymi pięcioma ECONOMICUSAMI za najlepsze przekłady książek ekonomicznych: „Czego nie można kupić za pieniądze” Michaela J. Sandela (III miejsce), „Płaca za pracę” Edmunda Phelpsa (II miejsce), „Antykruchość” Nassima Nicholasa Taleba (II miejsce), „Od towarzyszy do kapitalistów” Jana Cieńskiego (III miejsce), „Gospodarka za 100 lat” pod red. Igancia Palacios-Huerty (III miejsce) oraz „Czarny Łabędź” Nassima Nicholasa Taleba (I miejsce).
Wydawnictwo publikowało między innymi przekłady autorów: Nassima Nicholasa Taleba, Michaela J. Sandela, Petera L. Bernsteina, Raya Kurzweila, Daniela Yergina.

## Wybrane serie wydawnicze
Biznes Horyzonty – cykl książek opisujących mechanizmy rządzące współczesną gospodarką (autorzy m.in. Vicky Ward, Peter L. Bernstein)
Refleksje - wybór najciekawszych tekstów współczesnych światowych filozofów i socjologów, składający się na żywą debatę nad kondycją demokracji i człowieka w życiu społecznym, gospodarczym i politycznym. 
Energia - przegląd najlepszej zagranicznej i polskiej literatury, poświęconej energii i jej roli w życiu człowieka, a także związanym z nią wyzwaniom dotyczącym m.in. bezpieczeństwa energetycznego, konsekwencji zmiany klimatu, realnych rozmiarów i dostępności zasobów złóż surowców i związanych z nimi inwestycji.
Nobel z ekonomii -  wybór książek, prezentujący dorobek najważniejszych ekonomistów świata. Dzieła zdobywców ekonomicznego Nobla, wydawane przez najbardziej prestiżowe uczelnie, po raz pierwszy publikowane są w języku polskim.
Przywódcy - o liderach światowego biznesu i sylwetki ważnych postaci polityki, opatrzone komentarzem, który wyjaśnia, co ich przesłanie oznacza dla Polaków.